# Les Jeunes Loups (film, 1960)
Pour les articles homonymes, voir Les Jeunes Loups.
Pour plus de détails, voir Fiche technique et Distribution.
Les Jeunes Loups (All the Fine Young Cannibals) est un film américain réalisé par Michael Anderson en 1960, d'après le roman de Rosamond Marshall, The Bixby Girls.

## Synopsis
Le soir même des obsèques de son père, pasteur à Fine Alley, Chad Bixby retrouve dans une auberge de Deep Ellum, village noir, où il a ses meilleurs amis, sa jeune amie Sara, l'aînée de huit enfants, venue le rejoindre. La jeune fille, qui aide laborieusement sa mère à élever ses jeunes frères et sœurs, se heurte à l'autorité de son père qui réprouve ses sorties nocturnes. Chad ne pardonne pas à son père son racisme intransigeant qui lui a valu de recevoir de si belles corrections que son corps est marqué de cicatrices ineffaçables. Ces deux jeunes gens malheureux ne trouvent d'apaisement et de refuge que dans leur amour.

## Fiche technique
- Titre original : All the Fine Young Cannibals
- Réalisateur : Michael Anderson
- Scénariste : Robert Thom  d'après le roman de Rosamond Marshall :  The Bixby Girls
- Société de production :  Avon Productions
- Producteur : Pandro S. Berman
- Montage :  John McSweeney Jr.
- Costumes : Helen Rose
- Décors :  Rudy Butler
- Direction artistique : Edward C. Carfagno
- Musique :  Jeff Alexander
- Photo : William H. Daniels
- Langue : anglais
- Genre :Film dramatique
- Durée : 112 minutes
- Date de sortie : France : 21 juin 1961

## Distribution
- Robert Wagner : Chad Bixby
- Natalie Wood : Sarah 'Salome' Davis
- Virginia Gregg : Ada Davis

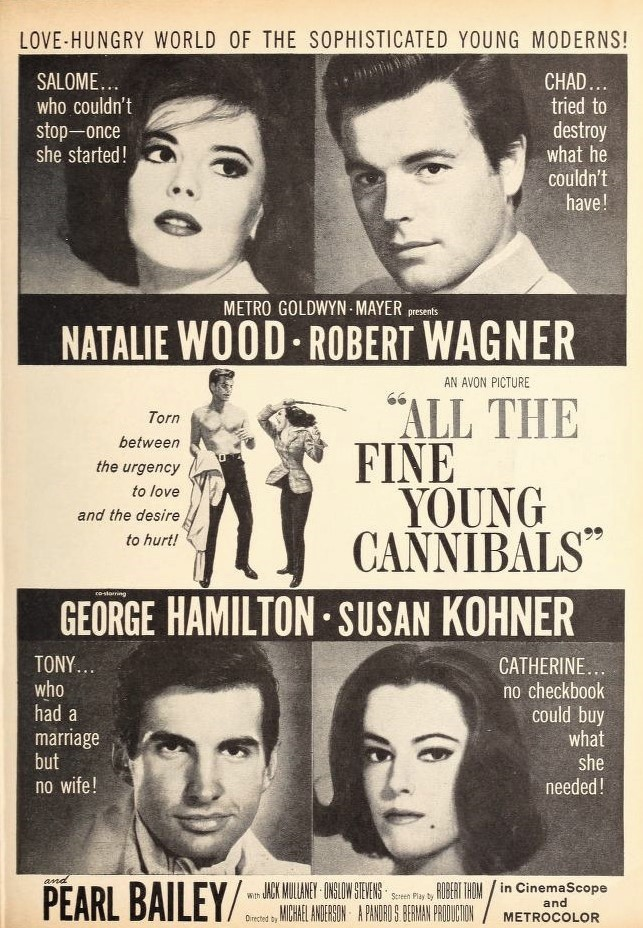
Annonce du film dans Modern Screen.

- Susan Kohner : Catherine McDowall
- George Hamilton : Tony McDowall
- Pearl Bailey : Ruby
- Jack Mullaney :  Putney Tinker
- Onslow Stevens : Joshua Davis
- Anne Seymour : Mme Bixby
- Mabel Albertson : Mme McDowall
- Louise Beavers : Rose
- Paulene Myers  (non créditée) : Infirmière